# El Divisadero
El Divisadero ist eine Gemeinde im Departamento Morazán in El Salvador. Sie umfasst eine Fläche von 61,36 km² und hat ca. 8000 Einwohner.
Die Gemeinde ist in die sieben Kantone Loma Larga, Villa Modelo, Llano de Santiago, Loma Tendida, San Pedro Rio Seco, Santa Anita und Nombre de Jesús aufgeteilt.

## Söhne und Töchter der Stadt
- Fidel Sánchez Hernández (1917–2003), Präsident von El Salvador